# Minnesota Lynx 2009
La stagione 2009 delle Minnesota Lynx fu l'11ª nella WNBA per la franchigia.
Le Minnesota Lynx arrivarono quinte nella Western Conference con un record di 14-20, non qualificandosi per i play-off.

## Roster
| N° | Naz.                   | Ruolo | Sportivo               | Anno | Alt. | Peso |
| -- | ---------------------- | ----- | ---------------------- | ---- | ---- | ---- |
| 2  | Stati Uniti (bandiera) | G     | Kelly Miller           | 1978 | 178  | 64   |
| 4  | Stati Uniti (bandiera) | C     | Christi Thomas         | 1982 | 191  | 84   |
| 5  | Stati Uniti (bandiera) | G     | Roneeka Hodges         | 1982 | 180  | 75   |
| 8  | Stati Uniti (bandiera) | A     | Rashanda McCants       | 1986 | 185  | 73   |
| 9  | Stati Uniti (bandiera) | C     | Quanitra Hollingsworth | 1988 | 196  | 91   |
| 11 | Stati Uniti (bandiera) | G     | Candice Wiggins        | 1987 | 180  | 68   |
| 12 | Spagna (bandiera)      | A     | Anna Montañana         | 1980 | 185  | 86   |
| 15 | Stati Uniti (bandiera) | AC    | LaToya Pringle         | 1986 | 191  | 73   |
| 20 | Stati Uniti (bandiera) | G     | Renee Montgomery       | 1986 | 170  | 63   |
| 21 | Stati Uniti (bandiera) | AC    | Nicky Anosike          | 1986 | 188  | 95   |
| 24 | Stati Uniti (bandiera) | A     | Charde Houston         | 1986 | 180  | 86   |
| 33 | Stati Uniti (bandiera) | G     | Seimone Augustus       | 1984 | 183  | 81   |
| 34 | Stati Uniti (bandiera) | C     | Tasha Humphrey         | 1985 | 191  | 86   |

## Staff tecnico
- Allenatore: Jennifer Gillom
- Vice-allenatori: Jim Petersen, Jim Davis
- Preparatore atletico: Chuck Barta
- Preparatore fisico: Katie Murphy